# 安国駅 (ソウル特別市)
安国駅（アングクえき）は、大韓民国ソウル特別市鐘路区三清洞にある、ソウル交通公社3号線の駅。駅番号は328。駅名の由来は李氏朝鮮時代から使われてきた地名。

## 歴史
- 1985年10月18日 - ソウル特別市地下鉄公社3号線（当時）・独立門 - 良才区間の開通とともに開業。
- 2005年1月1日 - ソウル特別市地下鉄公社がソウルメトロに改称。
- 2017年5月31日 - ソウルメトロとソウル特別市都市鉄道公社が統合され、3号線はソウル交通公社の駅となる。

## 駅構造

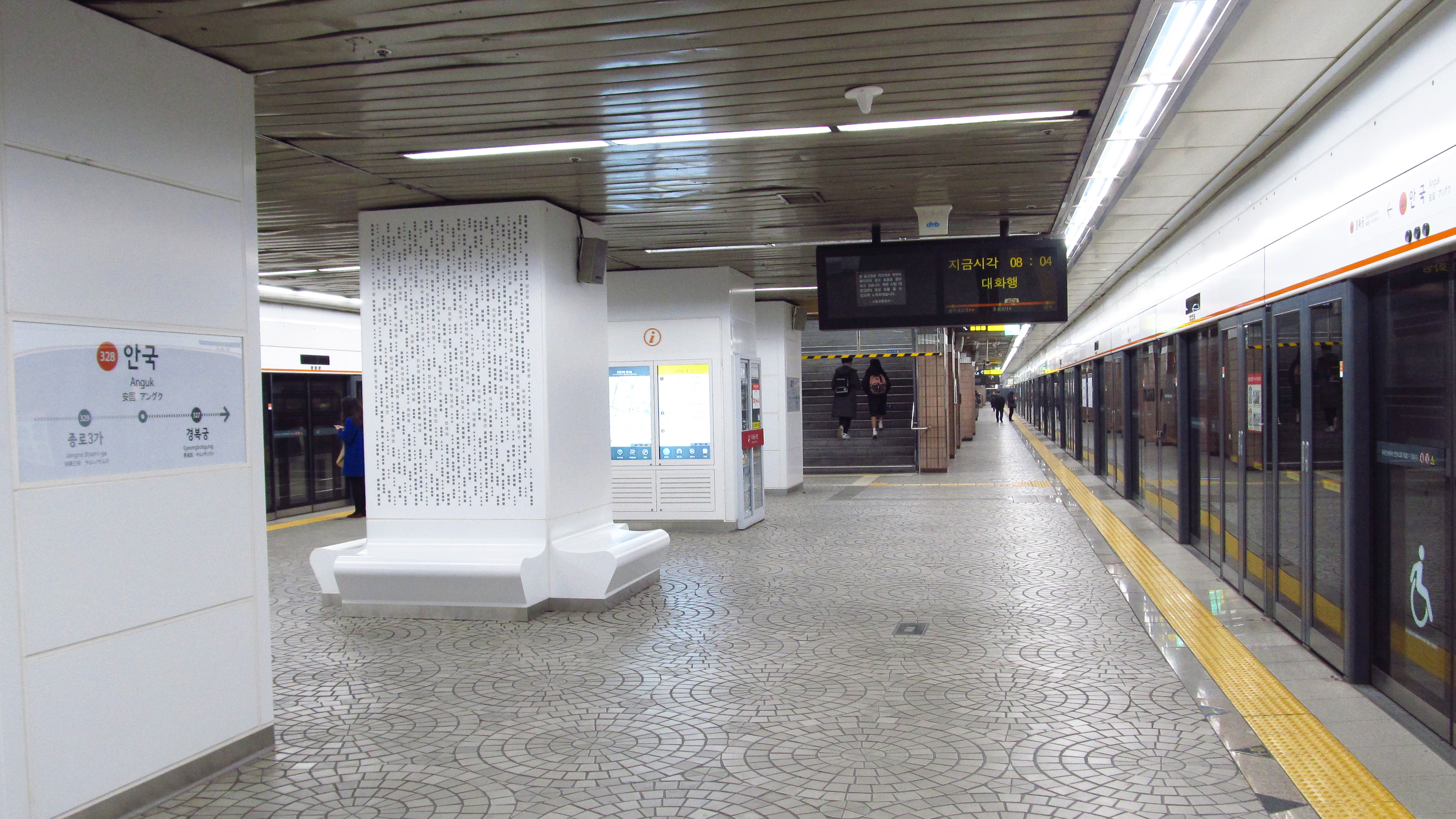
ホーム（2018年11月26日）

ホーム階は地下3階にあり、島式ホーム1面2線を有している。保安用にホームドアシステム（フルスクリーンタイプ）を装備する。
改札階は地下2階にあり、改札口は西側（景福宮寄り）と東側（鐘路3街寄り）の2か所ある。西側の改札のみホームへの連絡エレベーターが設置されている。化粧室は改札外にある。
出入口は1番から6番までの計6か所ある。

### のりば
案内上ののりば番号は設定されていない。
| ホーム | 路線  | 行先                                      |
| ------ | ----- | ----------------------------------------- |
| 上り   | 3号線 | 旧把撥・紙杻・大谷・大化方面              |
| 下り   | 3号線 | 乙支路3街・高速ターミナル・道谷・梧琴方面 |

## 利用状況
近年の一日平均利用人員推移は下記のとおり。
| 路線  | 路線     | 2000年 | 2001年 | 2002年 | 2003年 | 2004年 | 2005年 | 2006年 | 2007年 | 2008年 | 2009年 | 出典  |
| ----- | -------- | ------ | ------ | ------ | ------ | ------ | ------ | ------ | ------ | ------ | ------ | ----- |
| 3号線 | 乗車人員 | 17,537 | 18,693 | 21,033 | 21,788 | 21,673 | 21,439 | 21,270 | 22,346 | 22,962 | 23,587 | [ 1 ] |
| 3号線 | 降車人員 | 19,321 | 21,209 | 23,678 | 24,636 | 24,364 | 24,125 | 24,034 | 25,314 | 25,726 | 26,812 | [ 1 ] |
| 3号線 | 乗降人員 | 36,857 | 39,902 | 44,712 | 46,424 | 46,037 | 45,564 | 45,304 | 47,660 | 48,688 | 50,399 | [ 1 ] |
| 路線  | 路線     | 2010年 | 2011年 | 2012年 | 2013年 | 2014年 | 2015年 |        |        |        |        | [ 1 ] |
| 3号線 | 乗車人員 | 24,201 | 25,131 | 26,065 | 26,189 | 28,102 | 26,985 |        |        |        |        | [ 1 ] |
| 3号線 | 降車人員 | 27,647 | 28,534 | 29,198 | 29,329 | 31,240 | 29,437 |        |        |        |        | [ 1 ] |
| 3号線 | 乗降人員 | 51,848 | 53,665 | 55,263 | 55,517 | 59,342 | 56,423 |        |        |        |        | [ 1 ] |

## 駅周辺

### 名所
- 楽園楽器商街
- 北村韓屋村
- アラブ文化院
- 雲峴宮
- 苑西公園
- 仁寺洞
- 曹渓寺
- 昌徳宮
- ソウル工芸博物館

### 公共機関
- 嘉会洞住民センター
- ソウル老人福祉センター[2]
- 正読図書館（朝鮮語版）
- ソウル鐘路警察署
- 鐘路雇用安全センター
- 在大韓民国日本国大使館公報文化院（通称・日本文化院）
- 憲法裁判所

### 教育機関
- 校洞初等学校（朝鮮語版）
- 大東税務高等学校（朝鮮語版）
- 大東情報産業高等学校
- 徳成女子高等学校（朝鮮語版）
- 徳成女子中学校（朝鮮語版）
- 徳成女子大学校（朝鮮語版） 生涯教育院
- ソウル斎洞初等学校（朝鮮語版）
- 雲峴初等学校（朝鮮語版）
- 中央高等学校（朝鮮語版）
- 中央中学校（朝鮮語版）
- 豊門女子高等学校

### メディア・市民社会団体
- 参与連帯
- 韓国ガールスカウト連盟
- 韓国 - アラブ親善協会
- 韓国日報
- 天道教会館

### その他
- 現代グループ本社[3]
- ハナ銀行仁寺洞支店
- GS25（コンビニエンスストア）
- クラウンベーカリー（パン屋）
- 世一旅行社

## 隣の駅
ソウル交通公社
 3号線
景福宮駅 (327) - 安国駅 (328) - 鐘路3街駅 (329)